# Roger Albertsen
Roger Albertsen (Tyssedal, 15 marzo 1957 – 2 marzo 2003) è stato un calciatore e allenatore di calcio norvegese, di ruolo centrocampista.

## Carriera

### Giocatore

#### Club
Albertsen iniziò la carriera per l'Odda, prima di lasciare il paese natio per trasferirsi nei Paesi Bassi e giocare nel Den Haag, a 17 anni. Considerato una promessa del calcio norvegese, raggiunse il club olandese per cui giocò il connazionale Harald Berg. Diventò rapidamente un titolare del club e fu apprezzato per la sua corsa continua e per il suo stile di gioco molto fisico.
Nell'estate 1979, passò al Feyenoord. In questa società, diventò un calciatore prezioso e contribuì al quarto posto finale in campionato e alla vittoria nella coppa nazionale. Dopo una sola stagione, però, tornò al Den Haag.
Lasciò poi questo campionato per trasferirsi nel vicino Belgio, dove avrebbe vestito la maglia del Winterslag. Qui diventò velocemente un idolo del suo pubblico. Giocò poi in Grecia, con la maglia dell'Olympiacos, per un triennio: in questi anni vinse anche un campionato.
Il suo vecchio amico Arne Dokken lo persuase poi a tornare in patria, per giocare nel Rosenborg. Il calciatore accettò la proposta e giocò così, per la prima volta, nella massima divisione norvegese. Rimase in squadra per due anni, finché nel 1987 non annunciò il ritiro a causa di alcuni infortuni.

#### Nazionale
Albertsen giocò 25 incontri per la Norvegia, con 3 reti all'attivo. Debuttò l'8 settembre 1976, nella vittoria per 1-0 sulla Svizzera. La sua prestazione più ricordata, però, è quella contro l'Inghilterra del 1981: Albertsen segnò la rete del momentaneo 1-1 (sebbene poi le immagini dimostrarono che non toccò il pallone, che s'insaccò direttamente sul cross di Tom Lund, ma la marcatura gli fu comunque assegnata). La Norvegia vinse poi l'incontro per 2-1.

### Allenatore
Dopo il ritiro, fu allenatore dell'Orkanger, del Sokna e del Kongsberg. Nel 2002, gli fu diagnosticato un cancro che lo portò alla morte l'anno seguente.

## Palmarès

### Giocatore

#### Club

##### Competizioni nazionali
- Coppa dei Paesi Bassi: 1

Feyenoord: 1979-1980
- Campionato greco: 1

Olympiakos: 1982-1983
- Campionato norvegese: 1

Rosenborg: 1985

#### Individuale
- Gullklokka

1984